# ГАЕС Чаїра
ГАЕС Чаіра — гідроакумулююча електростанція в Болгарії у Південно-центральному регіоні. Найпотужніша у складі гідровузла Бельмекен-Сестрімо-Чаіра.
Верхнім резервуаром станції є водосховище Бельмекен на Кривій Реці (права притока Мариці), яке забезпечує збір ресурсів численних водотоків гірського масиву Рила — не лише із басейну Мариці, але й з Іскиру (притока Дунаю, басейн Чорного моря), Мести та Струми (басейн Егейського моря). Це водосховище подає воду на ГЕС-ГАЕС Бельмекен (нижче по долині Кривої Реки), а також по тунелю на схід у долину Чаірської Реки (права притока Кривої Реки) до ГАЕС Чаіра. Для роботи останньої у 1985—1989 роках створили нижній резервуар об'ємом 5,6 млн м3 (корисний об'єм 4,2 млн м3). Його утримує бетонна гравітаційна гребля на Чаірській Реці висотою 85 метрів та довжиною 305 метрів.
Підземний машинний зал станції має розміри 113,5х22,5х43 метри. Він обладнаний чотирма оборотними турбінами типу Френсіс, які сукупно розвивають потужність 864 МВт у турбінному та 768 МВт у насосному режимах. Два перші гідроагрегати встановили у 1995 році. Один з них виготовила японська компанія Toshiba, другий — місцева компанія Vaptsarov Pleven Elprom під наглядом японської сторони. Ще два гідроагрегати місцевого виробництва ввели в експлуатацію у 1999 році.
Малий об'єм нижнього резервуару дозволяє працювати в турбінному режимі 8,5 години та в насосному — протягом 10,7 години. При потужному верхньому резервуарі це обмежує можливості станції по балансуванню енергосистеми. З метою розширення останніх розпочали спорудження греблі Яденіца, яка повинна створити водосховище у розташованій далі на схід долині річки Яденіца (ще одна права притока Мариці). Тунель, що з'єднає нижній резервуар ГАЕС із новим водосховищем, дозволить діяти їм як єдине ціле та збільшить час роботи ГАЕС Чаіра у турбінному режимі до 20 годин. Через певний час після початку робіт будівництво греблі та тунелю Яденіца заморозили. Проте у середині 2010-х років влада Болгарії знов анонсувала зацікавленість у завершенні цього проекту.